# Малиновогръд цветояд
Малиновогръд цветояд (Prionochilus percussus) е вид птица от семейство Dicaeidae.

## Разпространение
Видът е разпространен в Индонезия, Малайзия, Мианмар и Тайланд.